# Ligmargus
Ligmargus là một chi bọ cánh cứng trong họ 
Elateridae.
Chi này được miêu tả khoa học năm 1976 bởi Stibick.

## Các loài
Các loài trong chi này gồm:
- Ligmargus aeneoniger (Miwa, 1928)
- Ligmargus depressus (Gebler, 1847)
- Ligmargus funebris (Candèze, 1860)
- Ligmargus hirsutus (Van Dyke, 1932)
- Ligmargus kalabi Mertlik, 2001
- Ligmargus lecontei (Leng, 1918)
- Ligmargus margae Stibick, 1980
- Ligmargus olympus (Lane, 1965)